# Hanchongnyon
Hanchongnyon (Hanguk Daehak Chonghaksaenghoi ryonhap), também conhecido como Federação Sul-Coreana de Conselhos de Estudantes Universitários (ou apenas Associação dos Estudantes Universitários Coreanos) é uma organização estudantil de esquerda pró-Coreia do Norte na Coreia do Sul. A Hanchongnyon apoia uma unificação da Coreia liderada pela Coreia do Norte e instiga estudantes universitários coreanos a derrubar o sistema estatal coreano.
Em particular, condena a presença contínua das Forças dos Estados Unidos da Coreia (USFK), que considera um vestígio humilhante do imperialismo norte-americano e defende a reunificação coreana. A Hanchongnyon é amplamente conhecida por seu esforço para derrubar o sistema estatal sul-coreano, principalmente por meio de manifestações. A organização foi criminalizada sob a Lei de Segurança Nacional em 1999 por supostas atividades pró-norte-coreanas. A Pomchonghakryon, com sede na Coreia do Norte, considera a Hanchongnyon como sua sede no sul.
Suas sedes principais eram Universidade da Coreia (Seul) e a Universidade de Chonnam (Gwangju). Foi organizada no início de 1993 como um realinhamento da organização estudantil Jeondaehyop (전대협), um grupo de estudantes de esquerda formado por ativistas da facção de Libertação Nacional (민족해방) do movimento estudantil sul-coreano. Em 1993, o lema era "Comunidade da Vida, Ciência e Luta!" e foi mudado para "Contraste Patriótico Imparável", que foi pioneiro do destino da organização em 1995.
Quando a União Soviética entrou em colapso e a fome norte-coreana ocorreu, muitos dos grupos em apoio ao norte perderam popularidade e muitos ativistas afirmaram mais tarde que seriam mais céticos em relação à Coreia do Norte.